# Borago officinalis
La borragine (Borago officinalis L.) è una pianta erbacea annuale della famiglia delle Boraginaceae.

## Etimologia
Il nome deriva dal latino borra (tessuto di lana ruvida), per la peluria che ricopre le foglie. Altri lo fanno derivare dall'arabo abu araq (= padre del sudore), attraverso il latino medievale borrago, forse per le proprietà sudorifere della pianta.

## Descrizione

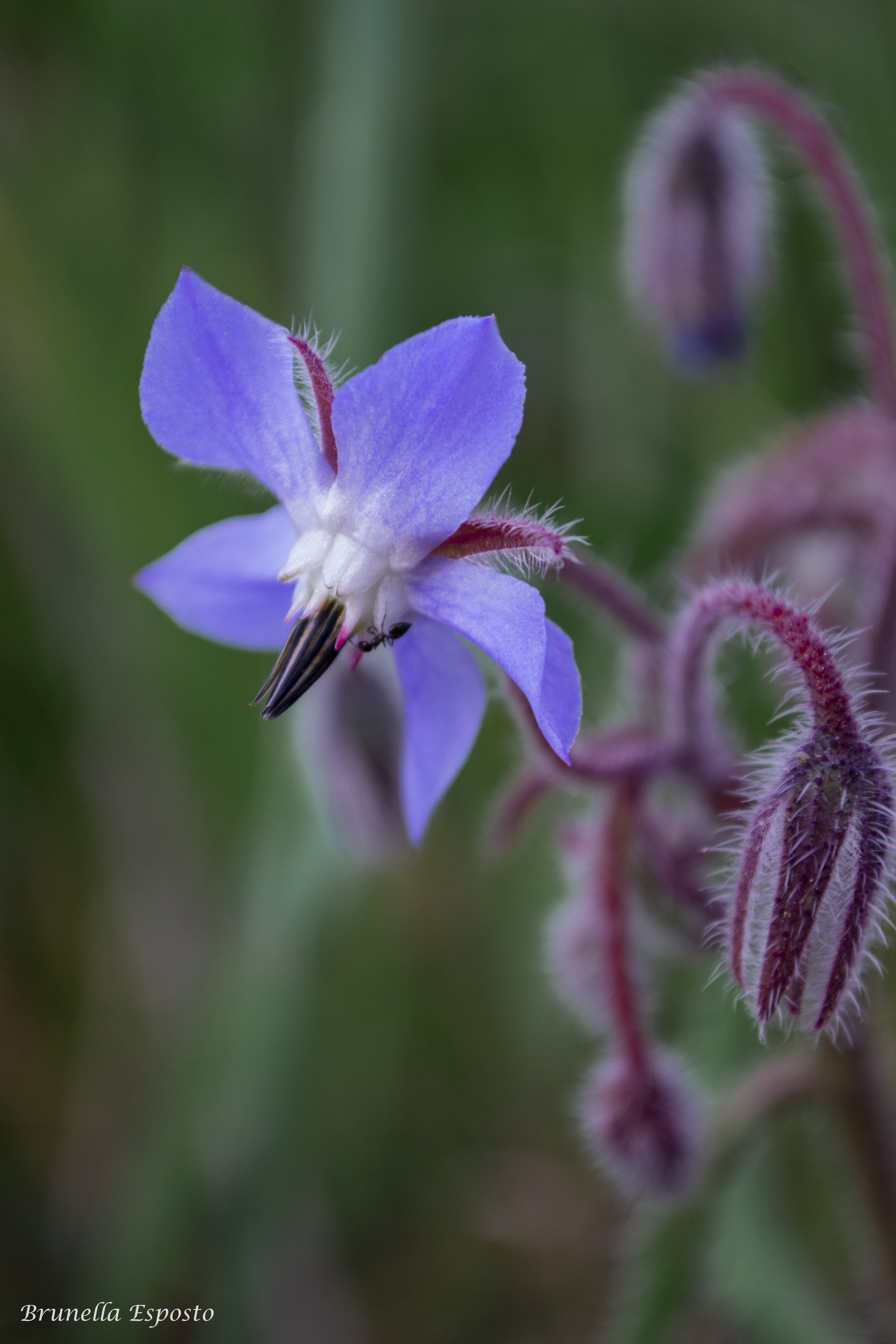
Dettaglio del fiore di Borago Officinalis.

È una pianta erbacea annuale, che può raggiungere l'altezza di 60 cm.
Ha foglie ovali ellittiche, picciolate, che presentano una ruvida peluria, verdi-scure, raccolte a rosetta basale, lunghe 10–15 cm e poi di minori dimensioni sullo stelo.
I fiori, di breve durata, presentano cinque petali, disposti a stella, di colore blu-viola, talvolta di colore bianco e meno comunemente di colore rosa; al centro sono visibili le antere derivanti dall'unione dei 5 stami. Sono raccolti in infiorescenze sommitali, penduli in piena fioritura; hanno lunghi pedicelli.
I frutti sono degli acheni che contengono al loro interno diversi semi di piccole dimensioni; i semi sono dotati di elaiosomi, particolari appendici contenenti sostanze nutritive appetibili alle formiche, che ne facilitano la disseminazione (mirmecoria).

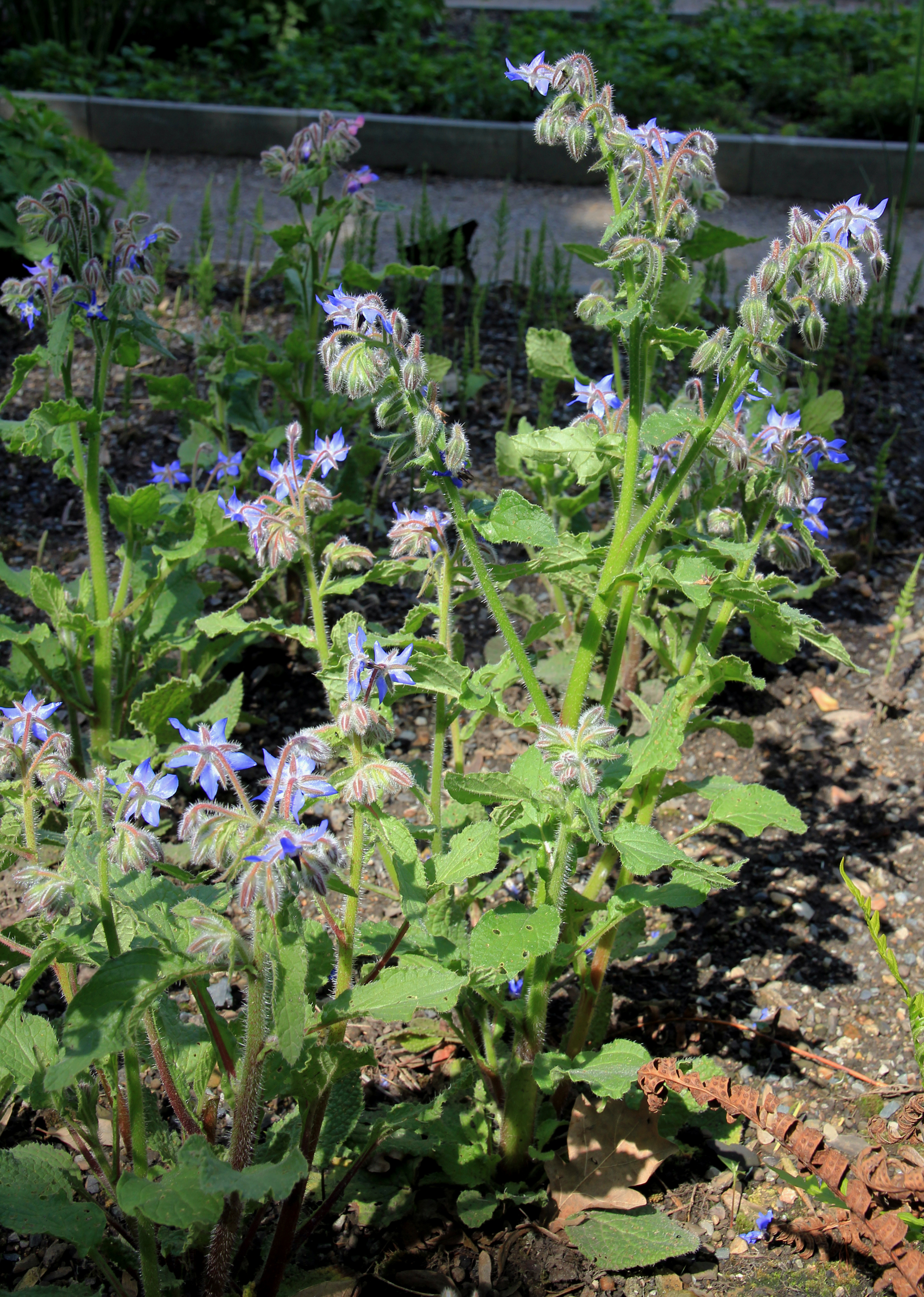
Portamento
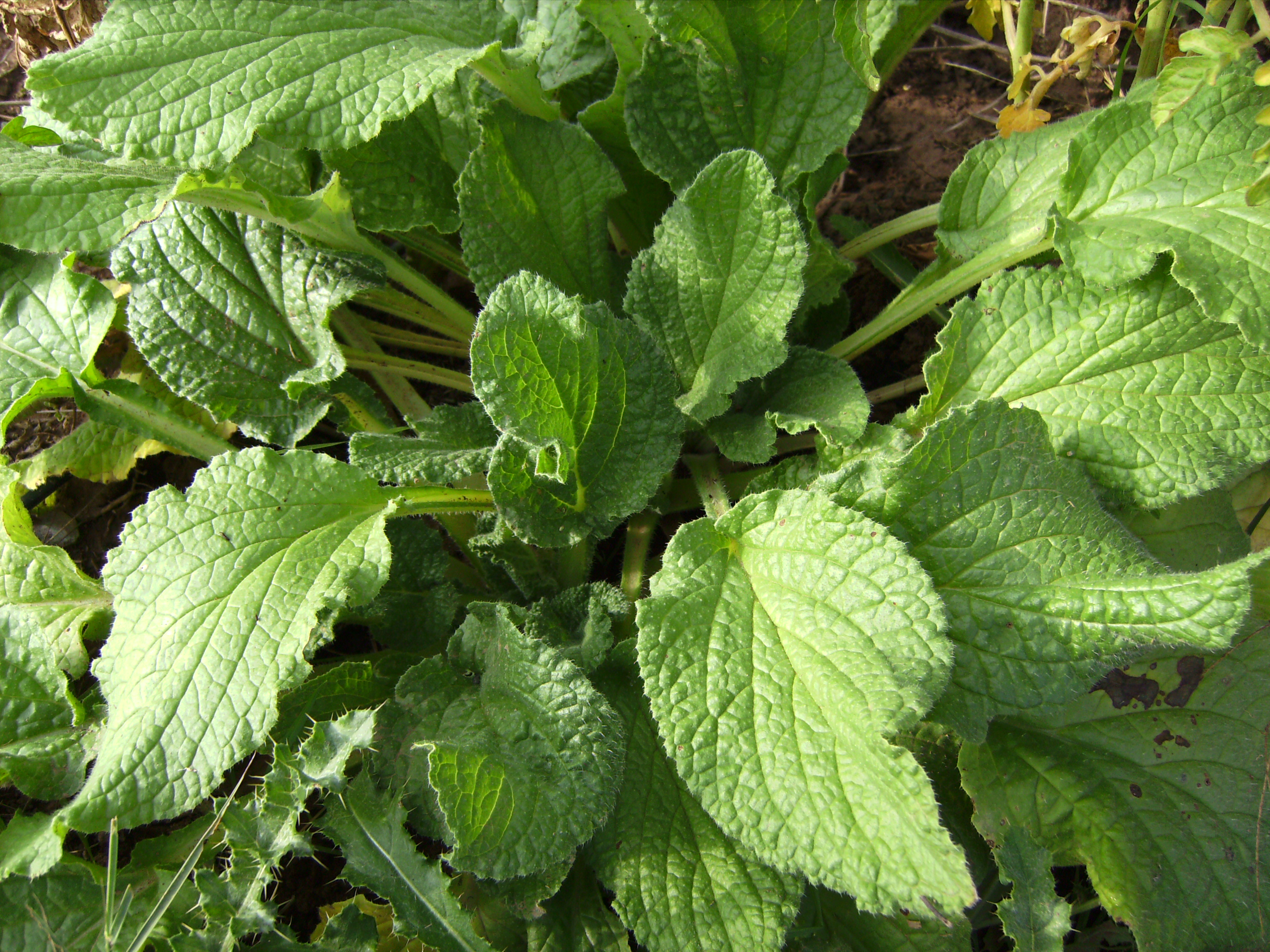
Foglie
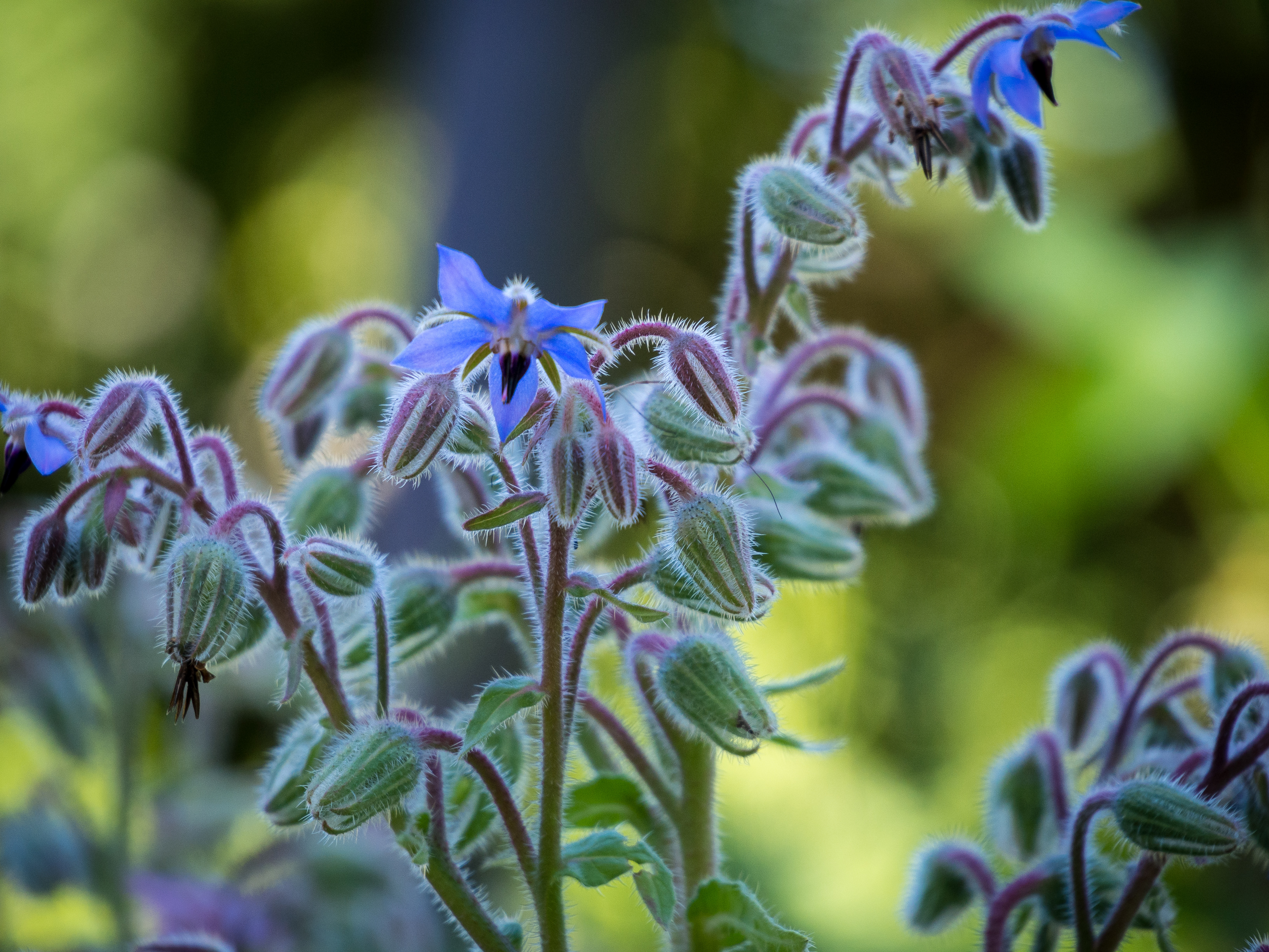
Infiorescenza
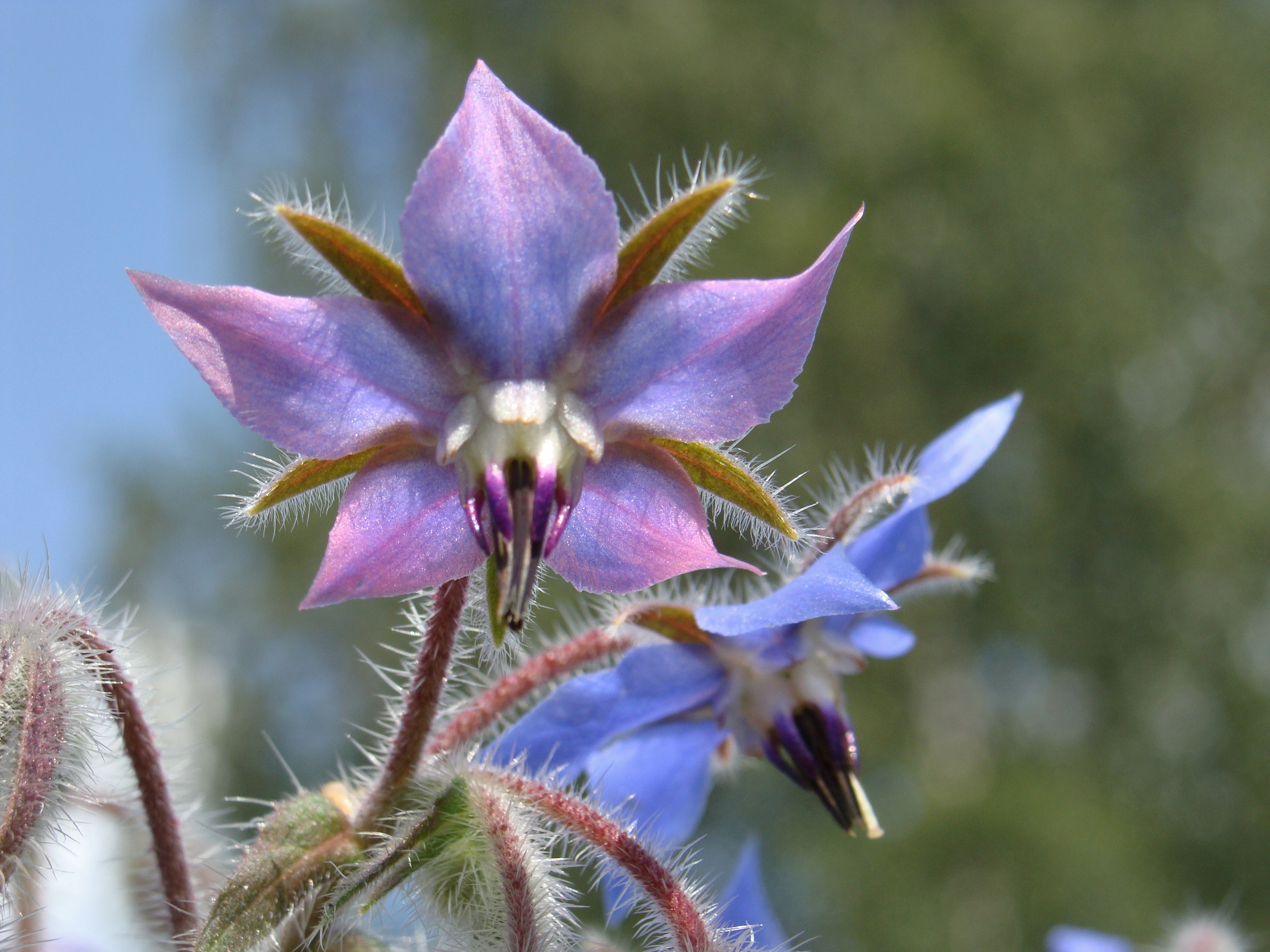
Fiore
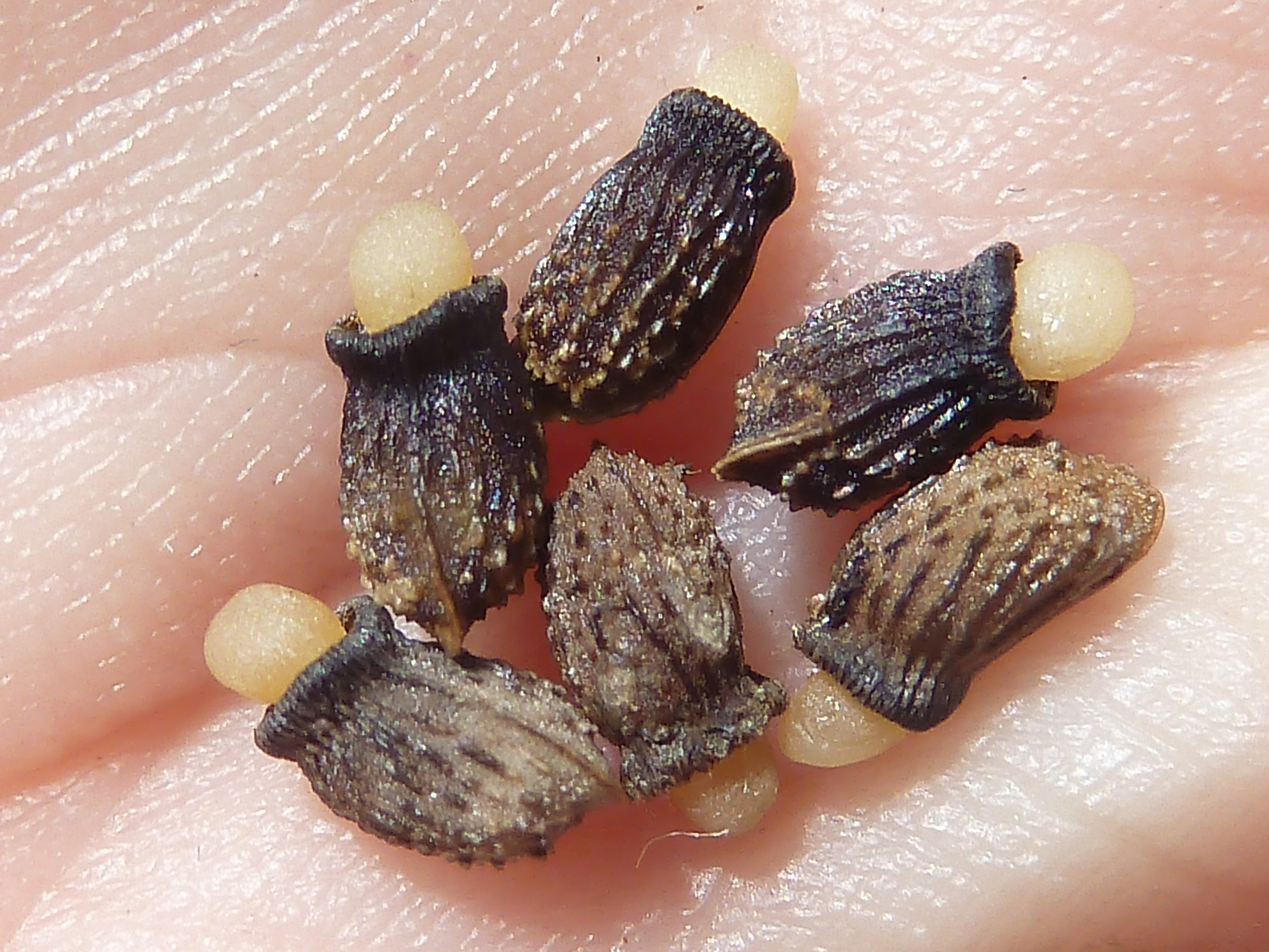
Semi

## Distribuzione e habitat
La specie è originaria del bacino del Mediterraneo, ed è stata introdotta per la coltivazione in numerosi paesi eurasiatici e americani.

## Usi

### Usi alimentari

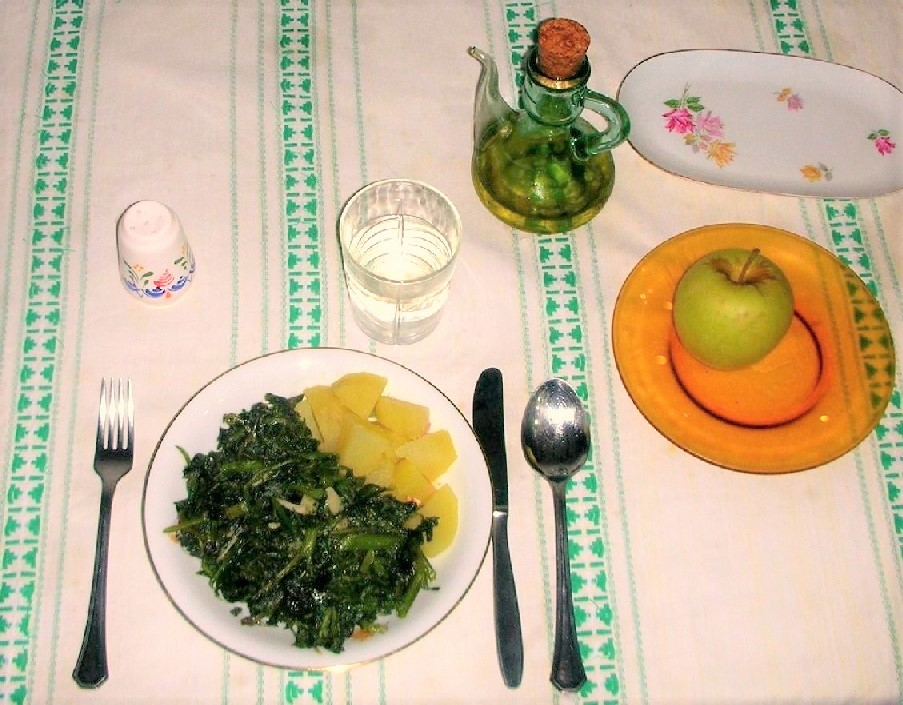
Borragine con aglio e patate bollite, specialità della cucina aragonese.

Le foglie giovani sono variamente impiegate in cucina.
Tradizionalmente le foglie si usano cotte in molti piatti regionali: minestroni, torte e frittate, o come ripieni per ravioli e pansoti in Liguria.
Tipico, a Roma e dintorni, era il consumo in frittelle dei fiori e delle foglie (passate in pastella e poi fritte). La cottura elimina la peluria che copre le foglie.
In moderata quantità le foglie giovani e sporadicamente anche i fiori si utilizzano crudi in insalata. 
I fiori azzurri sono usati per colorare e guarnire i piatti e per colorare l'aceto; congelati in cubetti possono costituire decorazione per le bevande estive. Tuttavia l'uso alimentare della borragine, specialmente per periodi prolungati, è sconsigliato per la presenza, in alcune fasi vitali della pianta, di composti pirrolizidinici, a presunta attività epatotossica.

#### Calorie e valori nutrizionali
100 g di foglie di borragine apportano all’incirca 21 calorie e in particolare contengono:
- 93,00 g di acqua
- 1,80 g di proteine
- 0,70 g di lipidi, di cui 0,170 g di acidi grassi saturi, 0,211 g di acidi grassi monoinsaturi e 0,109 g di acidi grassi polinsaturi
- 3,06 g di carboidrati
- 4.200 Retinolo Equivalenti di vitamina A
- 35,0 mg di vitamina C
- 0,900 mg di niacina
- 0,150 mg di riboflavina
- 0,084 mg di vitamina B6
- 0,060 mg di tiamina
- 0,041 mg di acido pantotenico
- 13 µg di folati
- 470 mg di potassio
- 93 mg di calcio
- 80 mg di sodio
- 53 mg di fosforo
- 52 mg di magnesio
- 3,30 mg di ferro
- 0,349 mg di manganese
- 0,20 mg di zinco
- 0,130 mg di rame

### Usi medicinali
La medicina popolare utilizza le foglie e le sommità fiorite.

Fin dall'antichità la pianta ha fama di svegliare gli spiriti vitali (Plinio: «Un decotto di borragine allontana la tristezza e dà gioia di vivere»).

È usata per abbassare la febbre e calmare la tosse secca. È nota anche come diuretico ed emolliente (per la presenza di mucillagini).

L'olio, dalle spiccate proprietà antinfiammatorie e ad alto contenuto di acido linolenico, si ottiene dai semi soprattutto mediante la spremitura a freddo. È impiegato nel trattamento degli eczemi e di altre affezioni cutanee.

### Altri usi
È emerso l'interesse commerciale, a livello internazionale, per l'olio estratto dai semi, ricco di acido gamma linolenico (GLA; 18:3 ω6), che ha parecchi utilizzi: nutrizionali, dietetici, medicinali e cosmetici. La pianta è di facile coltivazione industriale, il che ne accresce il valore, poiché l'unica altra sorgente vegetale per tale olio sono i semi di Oenothera biennis, di coltivazione più complessa e con rese inferiori.
I fiori, dall'alto quantitativo di nettare, sono molto ricercati dalle api, perciò è considerata una pianta mellifera; si può ottenere un ottimo miele anche monoflorale, ma la borragine è poco diffusa e la produzione è limitata.